# Dominio ad ideali principali
In algebra, un dominio ad ideali principali (spesso abbreviato in PID, dall'inglese Principal Ideal Domain) è un dominio d'integrità in cui ogni ideale è principale, ossia generato da un solo elemento. I domini a ideali principali sono una classe di anelli molto simile ai numeri interi: ogni elemento può essere scritto come prodotto di elementi primi (cioè è un dominio a fattorizzazione unica), e ogni coppia di elementi ha un massimo comun divisore che può essere espresso attraverso un'identità di Bézout.
Un anello commutativo unitario in cui ogni ideale è generato da un solo elemento (ammettendo cioè la presenza di divisori dello zero, ossia elementi {\displaystyle a} e {\displaystyle b} non nulli tali che {\displaystyle ab=0}) sono detti anelli ad ideali principali; a volte, tuttavia, si usa "anello ad ideali principali" per indicare i domini ad ideali principali.

## Esempi
- L'anello {\displaystyle \mathbb {Z} } dei numeri interi è ad ideali principali.
- Ogni campo {\displaystyle K} è ad ideali principali in modo banale, in quanto gli unici ideali sono {\displaystyle (0)} e {\displaystyle K} stesso, che è generato da 1.
- L'anello {\displaystyle K[x]} dei polinomi in una variabile {\displaystyle x} con coefficienti in un campo {\displaystyle K} è ad ideali principali; al contrario, {\displaystyle K[x,y]} e {\displaystyle \mathbb {Z} [x]} non lo sono, in quanto (rispettivamente) gli ideali {\displaystyle (x,y)} e {\displaystyle (2,x)} non sono principali.
- L'anello {\displaystyle \mathbb {Z} [i]} degli interi di Gauss.

## Proprietà
Un dominio ad ideali principali è anche a fattorizzazione unica, e quindi eredita tutte le proprietà di questo:
- un elemento dell'anello è primo se e solo se è irriducibile;
- ogni elemento si fattorizza nel prodotto di elementi irriducibili, e la fattorizzazione è essenzialmente unica (ossia è unica a meno dell'ordine in cui compaiono gli elementi irriducibili, e a meno della moltiplicazione per un elemento invertibile dell'anello);
- l'anello è integralmente chiuso;
- ogni coppia di elementi ha un massimo comune divisore ed un minimo comune multiplo: più precisamente, l'MCD tra {\displaystyle a} e {\displaystyle b} è il generatore dell'ideale generato da {\displaystyle a} e {\displaystyle b}, mentre l'mcm è il generatore dell'ideale {\displaystyle (a)\cap (b)}. Poiché il massimo comun divisore fa parte dell'ideale {\displaystyle (a,b),} può essere espresso come loro combinazione lineare, cioè ogni coppia di elementi possiede un'identità di Bézout.

I PID non esauriscono i domini a fattorizzazione unica: ad esempio gli anelli {\displaystyle \mathbb {Z} [x]} e {\displaystyle K[x,y]} sono a fattorizzazione unica, ma non ad ideali principali. Un dominio a fattorizzazione unica è ad ideali principali se e solo se ha dimensione 1 o 0 (in quest'ultimo caso è un campo).
Ogni dominio ad ideali principali è noetheriano, e ogni suo ideale primo non nullo è massimale: unito al fatto di essere integralmente chiuso, questo implica che ogni PID non banale (cioè che non è un campo) è un dominio di Dedekind. Inoltre, un dominio di Dedekind è ad ideali principali se e solo se è a fattorizzazione unica.
Una proprietà più forte dell'essere ad ideali principali è l'essere un dominio euclideo; un esempio di PID non euclideo è dato dall'anello {\displaystyle \mathbb {Z} \left[{\frac {1+{\sqrt {-19}}}{2}}\right]}.

## Moduli
La struttura dei moduli finitamente generati su un dominio ad ideali principali è molto semplice, ed è analoga alla struttura dei gruppi abeliani finitamente generati: di fatto, i gruppi abeliani sono {\displaystyle \mathbb {Z} }-moduli, e quindi la classificazione dei moduli finitamente generati su un PID può essere vista come una generalizzazione di quella dei gruppi abeliani.
Se {\displaystyle A} è un dominio ad ideali principali, ogni {\displaystyle A}-modulo finitamente generato è somma diretta di un numero finito di moduli ciclici (ossia generati da un solo elemento): ognuno di essi, inoltre, è isomorfo al quoziente {\displaystyle A/(x)} per un {\displaystyle x\in A} (questo comprende anche i moduli liberi, che si possono ottenere prendendo {\displaystyle x=0}). L'unicità della rappresentazione può prendere due forme: un modulo può essere scritto come
{\displaystyle M=R^{k}\oplus R/(d_{1})\oplus R/(d_{2})\oplus \cdots \oplus R/(d_{n}),}
con {\displaystyle d_{i}|d_{i+1}}, oppure come
{\displaystyle M=R^{k}\oplus R/(q_{1})\oplus R/(q_{2})\oplus \cdots \oplus R/(q_{n}),}
dove i {\displaystyle q_{i}} sono potenze di elementi primi; in entrambi i casi i {\displaystyle d_{i}} e i {\displaystyle q_{i}} sono diversi da 0 e 1. Se la scomposizione in fattori ciclici rispetta una di queste due forme canoniche, allora la scomposizione è unica (nel secondo caso, a meno dell'ordine dei fattori).
Come corollari di questa classificazione si ottengono la classificazione degli spazi vettoriali di dimensione finita (considerando {\displaystyle A=K,} in quanto i {\displaystyle K}-moduli sono precisamente i {\displaystyle K}-spazi vettoriali) e la forma canonica di Jordan per applicazioni lineari su un campo algebricamente chiuso (considerando {\displaystyle A=K[T]}).
Un'altra proprietà dei moduli finitamente generati è la seguente: se {\displaystyle M} è privo di torsione allora è libero. Questo non vale in anelli generici (basta prendere un ideale non principale) né per moduli su un PID ma non finitamente generati: un esempio è lo {\displaystyle \mathbb {Z} }-modulo {\displaystyle \mathbb {Q} } dei numeri razionali.